# Socompa
Socompa é um estratovulcão que se eleva a 6051 metros de altitude, situado na fronteira Argentina-Chile. O acesso ao vulcão é difícil, seja pelo norte, ao longo de estradas de terra ao sul da passagem de Miscanti, seja pelo oeste através da mina de cobre de Escondida. Ambos os caminhos requerem um dia de condução e bom planeamento da viagem, se se pretender passar algum tempo no vulcão.
O lado ocidental do vulcão faz fronteira com o Monturaqui Basin, o qual está coberto com um grande depósito de fragmentos (debris) oriundos de uma avalanche, o lado Sul do depósito tem na sua fronteira o troço de caminho de ferro andino entre Antofagasta e Salta, o qual é pouco utilizado. A actividade mineira levou à construção de uma rede de estradas cobrindo esta zona.

## O depósito de fragmentos de Socompa
O depósito de fragmentos de avalanche distingue-se dos demais pelo seu grande volume. Antes da erupção de 1980 do monte Santa Helena, muitas avalanches de fragmentos foram mal interpretadas, sendo a origem do depósito de Socompa atribuída a um fluxo piroclástico produzido por uma erupção. Quem reconheceu pela primeira vez que a origem do depósito foi um colapso do vulcão foi Peter Francis e outros cientista, em 1985, quando descreveram as principais características do depósito e o classificaram como sendo resultante de uma avalanche.
Os trabalhos posteriores estudaram com maior detalhe o depósito em si, contendo muitas características expectáveis depois da ocorrência de uma avalanche de fragmentos, como por exemplo rochas de grande volume e topografia acidentada. Existem ainda vestígios de componentes magmáticas, devido à textura da crosta de alguns grandes blocos além de um estreito depósito de fluxo piroclástico. Um grande anfiteatro, aberto a 70º e com uma largura de 10 km na sua abertura, marca o local do colapso. Desde a sua ocorrência, há cerca de 7000 anos, este local tem sido parcialmente cheio com lavas e piroclastos.
O depósito tem um volume de 25 km3, uma ordem de grandeza semelhante ao colapso do monte Santa Helena, a que se juntam 11 km3 de rocha na abertura do anfiteatro. Apesar de uma parte significativa do depósito ter origem na anterior estrutura do Socompa, existem ainda grandes quantidades de ignimbrite e gravilha, que se demonstrou que vieram do substrato imediatamente abaixo do Socompa. Em termos de volume, estes elementos compõem cerca de 80% do depósito. Apesar de serem originárias da parte mais baixa da zona do colapso, estes componentes foram os que mais viajaram, encontrando-se na base do depósito.
O grande volume e a estratificação do depósito sugerem que o colapso não foi apenas o resultado da grande inclinação do cone, como no caso do monte Santa Helena. Algumas características estruturais têm sido recentemente interpretadas de forma que sugere que, antes do colapso, o fraco substrato se teria espalhado pela base do vulcão. A explicação alternativa sugere que o substrato em deformação cedeu, em resultado da sua distribuição pela base, sendo depois ejetado para noroeste aquando do colapso das anticlinais da base. Então o substrato formou a camada inferior da avalanche de fragmentos, sobre a qual os restos da estrutura foram transportados e depositados. Com esta hipótese consegue-se explicar o grande volume, fluidez e estratificação do depósito.